# Полихроно
Полихроно (на гръцки: Πολύχρονο, катаревуса Πολύχρονον, Полихронон) е село в Егейска Македония, Гърция, в дем Касандра в административна област Централна Македония.

## География
Полихроно е разположено в центъра на Касандра – най-западния ръкав на Халкидическия полуостров и има население от 1063 души (2001). Селото е туристически център. По време на общинския фестивал „Палиния“ в селото се провежда карнавал и двудневни културни прояви. 
В близост до Полихроно се намира водният резерват езерото Мавробара, където се развъждат водни костенурки.

## История
При построяване на път през горите от Полихроно към Касандрино в местността Йеромири са открити остатъци от антично селище със сгради, датиращи от класическия и елинистическия период. Открити са и следи от по-ранно селище – шахти за обработка на желязна руда от около V век пр.н.е., както и некропол с богати погребения от VI – началото на V век пр.н.е.
През 650 г. пр.н.е. колонисти от Еретрия основанат колонията Неапол, който успява да оцелее до 540 година, когато е разрушен от хуните.

### В Османската империя
Първите сведения за селото датират от XVIII век. По време на Халкидическото въстание в 1821 година селото е опожарено и разрушено. По-късно оцелелите му жители се завръщат и го възстановяват. В XIX век Полихроно е село в каза Касандра на Османската империя. Църквата „Рождество Христово“ е от 1863 година. Александър Синве („Les Grecs de l’Empire Ottoman. Etude Statistique et Ethnographique“) в 1878 година пише, че в Полихрон (Polychron), Касандрийска епархия, живеят 360 гърци. Към 1900 година според статистиката на Васил Кънчов („Македония. Етнография и статистика“) в Полихрон живеят 200 жители гърци християни.
По данни на секретаря на Българската екзархия Димитър Мишев („La Macédoine et sa Population Chrétienne“) в 1905 година в Полихрон (Polihron) има 145 гърци.
В 1912 година е построена църквата „Свети Атанасий“.

### В Гърция
В 1912 година, по време на Балканската война, в Полихроно влизат гръцки части и след Междусъюзническата война в 1913 година остава в Гърция.
| Име       | Име        | Ново име | Ново име | Описание                      |
| --------- | ---------- | -------- | -------- | ----------------------------- |
| Сиргари   | Στυργάρι   | Псилома  | Ψήλωμα   | възвишение на ЮИ от Полихроно |
| Алуца     | Άλούτσα    | Кладия   | Κλαδιά   | възвишение на ЮЗ от Полихроно |
| Мавробара | Μαυρόμπαρα | Фитиес   | Φυτειές  | езеро на ЮЗ от Полихроно      |

- Църкви
- „Свети Атанасий“, 1912 г.
- „Свети Атанасий“
- „Рождество Христово“, 1863 г.